# Colombia International 2009
Die Colombia International 2009 im Badminton fanden vom 17. bis zum 20. September 2009 in der kolumbianischen Hauptstadt Bogotá statt. 

## Sieger und Platzierte
| Disziplin    | Gold                         | Silber                            | Bronze                              |
| ------------ | ---------------------------- | --------------------------------- | ----------------------------------- |
| Herreneinzel | Daniel Paiola                | Mario Cuba                        | Santiago Zambrano                   |
| Herreneinzel | Daniel Paiola                | Mario Cuba                        | Mathew Fogarty                      |
| Dameneinzel  | Katherine Winder             | Lorena Duany                      | Cristina Garnica                    |
| Dameneinzel  | Katherine Winder             | Lorena Duany                      | Vanessa Zapata                      |
| Herrendoppel | David Neumann Mathew Fogarty | Santiago Zambrano Sebastián Terán | Gonzalo Duany Mario Cuba            |
| Herrendoppel | David Neumann Mathew Fogarty | Santiago Zambrano Sebastián Terán | Johan Echeverry Julian Restrepo     |
| Mixed        | Mario Cuba Katherine Winder  | Gonzalo Duany Lorena Duany        | Felipe Salamanca Vanessa Zapata     |
| Mixed        | Mario Cuba Katherine Winder  | Gonzalo Duany Lorena Duany        | Jefferson Gonzalez Leididy Gonzalez |